# Young Turks
Young Turks é uma gravadora independente britânica criada em 2006 por Caius Pawson em parceria com a XL Recordings.

## Artistas

### Artistas atuais
- Amnesia Scanner[2]
- FKA twigs
- Jamie xx
- John Talabot
- Kamasi Washington
- Koreless
- NOLIFE[3]
- Quirke[4]
- Sampha
- The xx

### Artistas de catálogo
- The Barker Band
- Bullion
- Chairlift
- CREEP
- Dog Bite
- El Guincho
- Gang Gang Dance
- Glasser
- Holy Fuck
- Illum Sphere
- Jack Peñate
- Jessie Ware
- Kid Harpoon
- Kwes
- Pional
- SBTRKT
- Short Stories (Koreless and Sampha)
- TheShining
- South Central
- Tanlines
- Wavves
- White Rabbits

- Este artigo foi inicialmente traduzido, total ou parcialmente, do artigo da Wikipédia em inglês cujo título é «Young Turks».